# Novoivanivka, Apostolove
Novoivanivka (în ucraineană Новоіванівка) este un sat în comuna Kameanka din raionul Apostolove, regiunea Dnipropetrovsk, Ucraina.

## Demografie
Componența lingvistică a localității Novoivanivka
     Ucraineană (98,02%)
     Rusă (1,78%)
Conform recensământului din 2001, majoritatea populației localității Novoivanivka era vorbitoare de ucraineană (98,02%), existând în minoritate și vorbitori de rusă (1,78%).